# Belleville (Wisconsin)
Belleville – wieś w Stanach Zjednoczonych, w stanie Wisconsin, w hrabstwie Green.